# Eduard von Lewinski
 (décembre 2019).
Si vous disposez d'ouvrages ou d'articles de référence ou si vous connaissez des sites web de qualité traitant du thème abordé ici, merci de compléter l'article en donnant les références utiles à sa vérifiabilité et en les liant à la section « Notes et références ».
Eduard Julius Ludwig Von Lewinski, né le 22 février 1829 à Münster, dans la province de Westphalie et mort le 17 septembre 1906 à Burgwitz près de Trzebnica, est un général d'artillerie prussien, membre de la noblesse terrienne. Il est le père du général allemand Erich von Manstein. Son frère cadet, Alfred, est également militaire et devenu général lui aussi.

## Biographie

### Origine
Son frère cadet Alfred devient également général prussien.

### Carrière militaire
Lewinski étudie à l'école de Krotoschin et est ensuite formé dans les écoles de cadets de Wahlstatt et de Berlin. Le 2 mai 1846, il est affecté au 6e régiment d'infanterie de l'armée prussienne en tant que porte-enseigne.
Pendant la guerre des Duchés de 1864, Lewinski est capitaine et chef de la 1re compagnie de forteresse de la Garde, il participe à l'assaut des retranchements de Düppel et se distingue tellement qu'il est décoré de l'ordre Pour le Mérite. Pendant la guerre austro-prussienne de 1866, il est affecté à l'état-major de la 1re armée. En 1867, Lewinski est muté à l'état-major général en tant que major et participe à la guerre franco-prussienne de 1870/71, d'abord à l'état-major de la 1re armée (de), puis comme quartier-maître en chef de l'armée du Sud. En 1871, il devient chef d'état-major général du 9e corps d'armée et, en 1872, lieutenant-colonel et commandant du 24e régiment d'artillerie de campagne. En 1877, il commande la 2e brigade d'artillerie de campagne (de) et est promu à ce titre major général le 12 juin 1880. Moins de quatre ans plus tard, il est nommé inspecteur de la 2e inspection d'artillerie de campagne et est promu lieutenant-général le 16 septembre 1885.
En 1889, Lewinski est nommé général commandant le 6e corps d'armée et promu général d'artillerie en 1890. Le 21 février 1895, Lewinski est mis à la retraite. Il est enterré à sa mort le 19 septembre 1906 à Breslau.

### Famille
Eduard Julius Ludwig von Lewinski naît le 22 février 1829 à Münster.
Lewinski se marie le 30 décembre 1858 à Mayence avec Philippine Karoline Agnes Nanne (née le 3 novembre 1835 à Bederkesa et morte le 11 août 1869 à Neisse). Après le décès de cette dernière, il épouse Helene Pauline von Sperling (de) (née le 29 juin 1847 à Erfurt et morte le 20 novembre 1910 à Oberschreiberhau) le 14 février 1872 à Dresde. Elle est la fille du major général prussien Oskar von Sperling (de) et la sœur de l'épouse du maréchal von Hindenburg. Les enfants suivants sont nés de ces mariages :
- Agnes Auguste Luise Marie (née le 20 février 1860 à Berlin) mariée avec Raimar von Raven (de) (1848-1920), lieutenant-général prussien.
- August Friedrich Eduard (né le 19 février 1863 à Berlin et mort le 15 mai 1906 à Stendal), Rittmeister prussien
- Eduard (né le 6 juin 1864 à Spandau et mort le 22 juillet 1883 à Stettin)
- August Alfred Friedrich (1866-1957), major général prussien.
- Philippine Wilhelmine Klara (née le 30 juillet 1869 à Neiße) mariée avec Willi von Lewinski, major de réserve prussien et assesseur des mines.
- Oskar Eugen Alfred Edwin (de) (1873-1913), major prussien et attaché militaire marié avec Marie von Cölln (de)
- Hertha Helene (née le 8 avril 1874 à Schwerin)
- Kurt Otto Paul Eduard (né le 4 juillet 1875 à Schwerin), major prussien, en dernier lieu commandant du 13e régiment de hussards pendant la Première Guerre mondiale.
- Else Helene Pauline Wilhelmine (née le 6 juin 1878 à Stettin) mariée avec Johann von Cölln, Rittmeister prussien, seigneur de Ober-, Nieder- et Mittel-Deichslau
- Fritz Erich Georg Eduard (1887-1973), Generalfeldmarschall allemand pendant la Seconde Guerre mondiale